# North American FJ-2 Fury
North American FJ-2/-3 Fury je bil serija reaktivnih palubnih lovcev 1. generacije, ki sta jih uporabljala Ameriška mornarica in marinci v 1950ih. Letalo je razvito iz F-86 Sabra in je precej drugačno od istoimenskega North American FJ-1 Fury. 
FJ-2 je bil eno izmed prvih letal, ki je uporabljalo parni katapult pri vzletu z letalonosilk.

## Specifikacije (FJ-2)
Podatki iz Combat Aircraft since 1945; Wilson 2000, p. 112.
Splošne karakteristike
- Posadka: 1
- Dolžina: 37 ft 7 in (11,45 m)
- Razpon kril: 37 ft 1,5 in (11,31 m)
- Višina: 13 ft 7 in (4,14 m)
- Površina kril: 288 ft² (26,7 m²)
- Teža praznega letala: 11 802 lb (5 353 kg)
- Maks. vzletna teža: 18 790 lb (8 523 kg)
- Pogon letala: 1 × General Electric J47-GE-2 turboreaktivni motor, 6 000 lbf (26,7 kN)

 Zmogljivost 
- Maks. hitrost: 587 vozlov / 675 mph (1 088 km/h) na nivoju morja
- Doseg: 860 milj (1 593 km) (normalen dolet)
- Višina leta: 46 800 ft (14 300 m)
- Hitrost vzpenjanja: 7 230 ft/min (2 204 m/min)

Oborožitev

- Strelno orožje: 4 × 20 mm (0.787 in) topovi